# Браун, Уиллард
Уиллард Джесси Браун (англ. Willard Jessie Brown, 26 июня 1915, Шривпорт, Луизиана — 4 августа 1996, Хьюстон, Техас) — американский бейсболист, аутфилдер. Играл в Главной лиге бейсбола в составе «Сент-Луис Браунс». Большую часть карьеры провёл в клубе Негритянской лиги «Канзас-Сити Монаркс». В 2006 году избран в Национальный бейсбольный зал славы.

## Биография

### Ранние годы
Уиллард родился 26 июня 1915 года в Шривпорте. Его отец Мануэль был уроженцем Техаса, мать Элли жительницей Луизианы. По данным переписи населения 1920 года семья проживала в Накитоше, а к 1930 году вернулась в Шривпорт, где у Мануэля была собственная мебельная мастерская.
В 1920—30-х годах Шривпорт был популярным местом проведения предсезонных сборов бейсбольных команд. В юности Уиллард подавал биты и мячи игрокам клуба «Канзас-Сити Монаркс». В 1934 году он решил бросить учёбу, так как считал, что заработает больше денег на бейсбольном поле. Первой командой в его карьере стали «Монро Монаркс». Браун играл на позициях шортстопа и питчера, получая восемь долларов в неделю. Игроки «Монаркс» также получали рабочее место на плантации хозяина клуба Фреда Стовалла.

### Профессиональная карьера
Спустя год Уиллард попал в состав «Канзас-Сити», одной из лучших команд Негритянской лиги. Владелец клуба был впечатлён его игрой на сборах весной 1936 года. Уже в первом сезоне в составе «Монаркс» Браун завоевал приглашение на Матч всех звёзд. В 1937 году он сменил позицию и в течение всей дальнейшей карьеры выходил на поле на месте аутфилдера. Зимой 1937/38 года Браун уезжал играть на Кубу, но выступил там неудачно, отбив всего восемь хитов за сезон.
С 1937 по 1946 год «Канзас-Сити» доминировали в Американской Негритянской лиге, выиграв её шесть раз. В сезоне 1942 года клуб стал победителем Цветной Мировой серии. Браун был лучшим атакующим игроком команды и получил прозвище «Хоум-ран». В 1940 году он уехал играть в Мексику, где магнат Хорхе Паскель организовал новую лигу и активно переманивал сильных игроков из США. Уиллард присоединился к «Теколотес» из города Нуэво-Ларедо. В чемпионате он отбивал с показателем 35,4 %, выбив восемь хоум-ранов и набрав 61 RBI. Данные о его дальнейшей карьере противоречивы. Историк бейсбола Джон Виртью писал, что Браун провёл в Мексике ещё один сезон. Другие источники сообщают, что он вернулся в США.
В 1944 году Уиллард был призван в армию. Службу он проходил в частях Интендантского корпуса. Браун принимал участие в снабжении войск во время высадки в Нормандии. Во Франции он играл за армейскую команду с другим будущим членом Зала славы Леоном Дэем.
В «Канзас-Сити» он вернулся в 1946 году и провёл свой лучший сезон в составе команды. «Монаркс» вышли в финал чемпионата, но проиграли серию «Ньюарк Иглз». Зимой, в межсезонье, Браун уехал играть в Пуэрто-Рико, где стал лучшим бьющим лиги, играя за «Сантурсе Кангрехерос».
В 1947 году Брауна и его партнёра по команде Хэнка Томпсона за пять тысяч долларов выкупил клуб Главной лиги бейсбола «Сент-Луис Браунс». Игрокам не дали возможность адаптироваться к новым условиям, играя в младших лигах. На тренировках Уиллард демонстрировал силу своего удара, но в официальных играх добиться успеха он не смог. Некоторые одноклубники также были недовольны тем, что приходилось играть вместе с чернокожими. 13 августа в игре с «Детройтом» Браун выбил свой единственный хоум-ран в Главной лиге бейсбола и стал первым афроамериканским игроком, добившимся этого в матче Американской лиги. Через десять дней главный тренер команды Мадди Руэль отчислил обоих игроков, которые вернулись в «Монаркс».
Зиму 1947/48 годов Уиллард снова провёл в Пуэрто-Рико. Чемпионат для него сложился очень удачно и по его итогам он стал обладателем Тройной короны — стал лучшим игроком по показателю отбивания (42,3 %), хоум-ранам (27) и RBI (86). Браун стал настоящей суперзвездой местной лиги и получил от спортивного журналиста Рафаэля Флореса прозвище «Этот человек» (исп. Ese Hombre). Ещё одну Тройную корону в Пуэрто-Рико он выиграл в сезоне 1949/50.
За «Канзас-Сити Монаркс» Браун играл до середины 1950 года. В июле его уговорили перейти в команду С-лиги «Оттава Нэшионалс», за которую он в итоге провёл тридцать игр. Уиллард отбивал в них с показателем 35,2 % и помог команде дойти до финала чемпионата. Следующие несколько лет он провёл в различных командах в Мексике, Пуэрто-Рико, Доминиканской Республике и, возможно, Венесуэле.
В США он вернулся летом 1953 года. Три с половиной сезона Браун играл в разных клубах Техасской лиги, стоявшей на уровне АА. Каждую зиму он отправлялся в Пуэрто-Рико, где играл за «Сантурсе». В сезоне 1957 года Уиллард выступал в составе «Майнот Маллардс».

### После завершения карьеры
В 1958 году Браун завершил выступления и переехал в Хьюстон, где по имеющимся данным работал на сталелитейном заводе. В 1991 году он вошёл в число первых десяти бейсболистов, включённых в Зал славы бейсбола Пуэрто-Рико. В 2006 году решением Комитета Негритянских лиг его включили в Национальный бейсбольный зал славы.
С 1989 года он страдал от болезни Альцгеймера. Умер Уиллард Браун 4 августа 1996 года.